# Phare de Fowey Rocks
Le phare de Fowey Rocks (en anglais : Fowey Rocks Light) est un phare situé dans la baie de Biscayne, sur Key Biscayne dans le Comté de Miami-Dade en Floride.
Il est inscrit au Registre national des lieux historiques depuis le 26 janvier 2011 sous le n° 10001181.

## Historique
Le phare, mis en service en 1878, a remplacé le phare de Cape Florida. Il a été automatisé le 7 mai 1975.
Fowey Rocks doit son nom à la frégate de la Royal Navy, HMS Fowey, qui a fait naufrage sur un autre récif plus au sud en 1748. Pendant la construction du phare, les ouvriers vivaient sur une plate-forme construite au-dessus de l'eau et l'approvisionnement arrivait chaque jour du continent. Le 17 février 1878, le SS Arratoon Apcar (en) s’est échoué sur le récif. Le navire à vapeur de 1.500 tonnes s'est immobilisé à seulement 180 mètres de la plate-forme de travail. Les efforts pour sauver le bateau ont échoué, et celui-ci a été battu sur les rochers et a coulé. Aujourd'hui, l'épave est un excellent site de plongée.
L'ouragan de la Fête du travail 1935 emporta le premier pont du phare, mais la tour survécut. Le phare est à l'intérieur des limites du parc national de Biscayne. En juin 2011, l'Administration des services généraux a mis le phare (ainsi que 11 autres) à la disposition gratuite des organisations publiques désireuses de le préserver. Le 2 octobre 2012, le National Park Service a accepté la possession du feu. Il s'agit du dernier des phares habités de récif au large des Florida Keys en service, tous les autres ayant été mis hors service d'ici à 2015. La lentille de Fresnel d'origine a été remplacée par un éclairage moderne à énergie solaire.

## Description
Le phare  est une haute tour métallique octogonale et à claire-voie montée sur une plate-forme, portant galerie et haute lanterne de 34 m de haut. La tour et la lanterne sont peintes en marron et la maison de gardiens et le pylône central sont blancs.
Son feu isophase émet, à une hauteur focale de 34 m, un flash blanc par période de 10 secondes. Sa portée est de 15 milles nautiques (environ 28 km). Il porte aussi un feu à secteurs rouge, de 10 milles nautiques marquant des récifs dangereux alentour. Il possède un transpondeur radar émettant la lettre O en code morse.

## Caractéristiques dufeu maritime
Fréquence : 10 secondes (W)
- Lumière : 1 seconde
- Obscurité : 9 secondes

Identifiant : ARLHS : USA-307 ; USCG : 3-0920 ; Admiralty : J2960 .

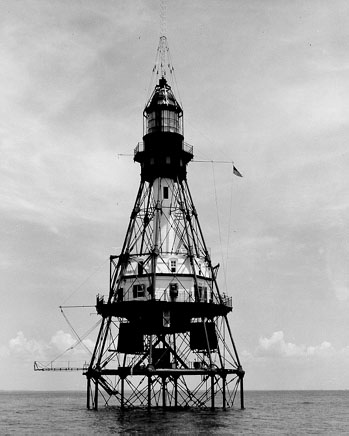
Le phare (photo USCG)
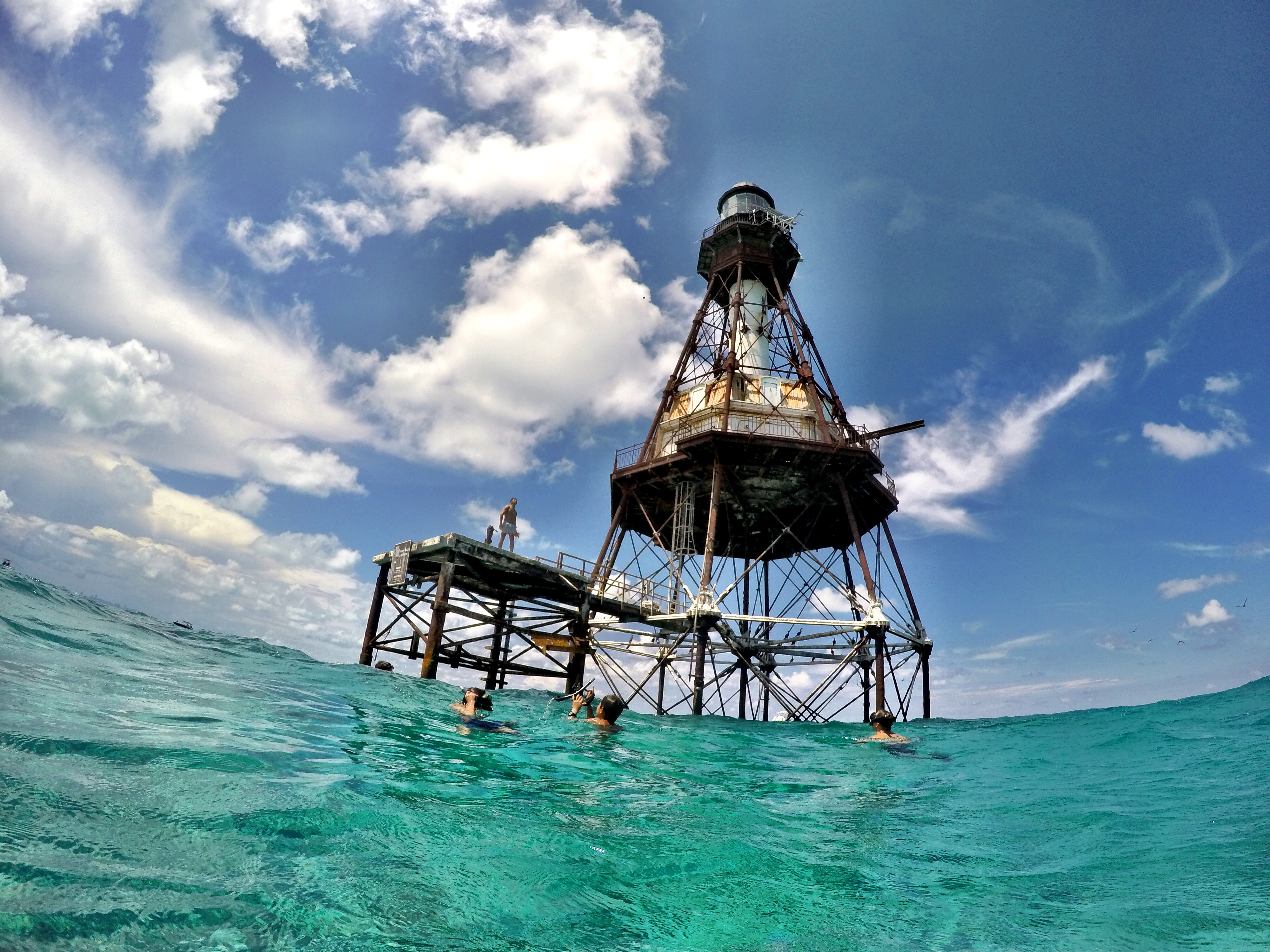
Le phare

### Lien connexe
- Liste des phares en Floride